# Pascal-Henri Keller
 (mars 2023).
La mise en forme du texte ne suit pas les recommandations de Wikipédia : il faut le « wikifier ».
Les points d'amélioration suivants sont les cas les plus fréquents. Le détail des points à revoir est peut-être précisé sur la page de discussion.
- Les titres sont pré-formatés par le logiciel. Ils ne sont ni en capitales, ni en gras.
- Le texte ne doit pas être écrit en capitales (les noms de famille non plus), ni en gras, ni en italique, ni en « petit »…
- Le gras n'est utilisé que pour surligner le titre de l'article dans l'introduction, une seule fois.
- L'italique est rarement utilisé : mots en langue étrangère, titres d'œuvres, noms de bateaux, etc.
- Les citations ne sont pas en italique mais en corps de texte normal. Elles sont entourées par des guillemets français : « et ».
- Les listes à puces sont à éviter, des paragraphes rédigés étant largement préférés. Les tableaux sont à réserver à la présentation de données structurées (résultats, etc.).
- Les appels de note de bas de page (petits chiffres en exposant, introduits par l'outil «  Source ») sont à placer entre la fin de phrase et le point final[comme ça].
- Les liens internes (vers d'autres articles de Wikipédia) sont à choisir avec parcimonie. Créez des liens vers des articles approfondissant le sujet. Les termes génériques sans rapport avec le sujet sont à éviter, ainsi que les répétitions de liens vers un même terme.
- Les liens externes sont à placer uniquement dans une section « Liens externes », à la fin de l'article. Ces liens sont à choisir avec parcimonie suivant les règles définies. Si un lien sert de source à l'article, son insertion dans le texte est à faire par les notes de bas de page.
- La présentation des références doit suivre les conventions bibliographiques. Il est recommandé d'utiliser les modèles {{Ouvrage}}, {{Chapitre}}, {{Article}}, {{Lien web}} et/ou {{Bibliographie}}. Le mode d'édition visuel peut mettre en forme automatiquement les références.
- Insérer une infobox (cadre d'informations à droite) n'est pas obligatoire pour parachever la mise en page.

Pour une aide détaillée, merci de consulter Aide:Wikification.
Si vous pensez que ces points ont été résolus, vous pouvez retirer ce bandeau et améliorer la mise en forme d'un autre article.
 (mars 2023).
Pascal-Henri Keller, né le 29 mars 1948 à Bordeaux, est un psychologue français.

## Biographie
Il est professeur émérite en psychopathologie clinique à l’université de Poitiers, psychanalyste et membre de la Société Psychanalytique de Paris (SPP). 
Il est notamment l’auteur de publications sur les théories psychosomatiques et sur la dépression,.
Il a dirigé plusieurs ouvrages collectifs en rapport avec ses thèmes de recherche.

## Publications[5]
- 1997 : La médecine psychosomatique en question, Odile Jacob.  (ISBN 2-7381-0478-9)
- 2000 : Médecine et psychosomatique, Flammarion, Paris.  (ISBN 2-08-035716-6)
- 2006 : Le dialogue du corps et de l’esprit. Odile Jacob.  (ISBN 978-2-7381-8456-6)
- 2008 : La question psychosomatique, coll. Topos, Dunod.  (ISBN 978-2-10-051689-6)
- 2008 : Lettre ouverte aux déprimés, Éditions Pascal.  (ISBN 978-2-35019-049-5), rééd. 2013 Dunod  (ISBN 978-2-10-070131-5)
- 2020 : La dépression, PUF, coll. « Que sais-je ? » 3e édition  (ISBN 978-2-7154-1799-1)